# الحومر (بكيل المير)

تعديل مصدري - تعديل

الحومر هي إحدى قرى عزلة العطن بمديرية بكيل المير التابعة لمحافظة حجة، بلغ تعداد سكانها 100 نسمة حسب تعداد اليمن لعام 2004.